# Mikropolis
Mikropolis – polski komiks stworzony przez Dennisa Wojdę (tekst) i Krzysztofa Gawronkiewicza (rysunki). Pierwszy odcinek serii ukazał się w trzecim numerze "Kelvina & Celsjusza" w sierpniu 1994 roku. Komiks ukazywał się dalej w polskiej prasie w formie komiksowych pasków, m.in. w Co jest Grane – dodatku do Gazety Wyborczej. W 2001 roku wydany został album komiksowy Przewodnik turystyczny (Siedmioróg), zawierający wszystkie dotychczas powstałe paski. W 2002 roku na polskim rynku ukazał się drugi album poświęcony Mikropolis – Moherowe sny (Mandragora). W latach 2008–2009 wydawnictwo Egmont Polska opublikowało wzbogacone wydania dwóch pierwszych tomów serii.
Miejscem akcji jest małe miasteczko o nazwie Mikropolis, zamieszkane przez niezwykłych mieszkańców:
- Ozrabal – jeden z głównych bohaterów komiksu - otyły i łysy chłopiec wychowywany przez Babcię. Ozrabal jest bardzo prostoduszny i ma "dobre serduszko".
- Babcia – samotnie wychowuje Ozrabala, w sposób nieco zbyt staroświecki.
- Brutus – cyniczny okularnik w dużej czapce, przyjaciel Ozrabala. Syn miejscowego potentata kostki rosołowej.
- Zosia – wnuczka dra Murnau, przyjaciółka Ozrabala i Brutusa. Dziewczynka obdarzona ponadnormalnymi zdolnościami.
- Dr Murnau – burmistrz Mikropolis, zamknięty w swoim własnym świecie do którego tylko Zosia ma wstęp.
- Borys – miejscowy pijaczyna, stały bywalec Baru 52.
- Bruno – poeta, przybył do Mikropolis szukać natchnienia.
- Panna Julia - nauczycielka w szkole podstawowej, do której uczęszczają najmłodsi mieszkańcy Mikropolis, desperacko poszukuje życiowego partnera.
- Sam – barman w Barze 52.
- rodzice Zosi – ojciec Zosi jest prezenterem w lokalnej telewizji, o matce Zosi nic nie wiadomo (prawdopodobnie jest córką dr Murnau)- w świecie Mikropolis nie odegrali do tej pory znaczniejszej roli.
- rodzice Brutusa – ojciec Brutusa jest miejscowym potentatem, właścicielem fabryki kostki rosołowej. Matka Brutusa prawdopodobnie zajmuje się domem. To postać utrzymywana przez własnego męża w braku poczucia własnej kobiecości.
- Torsten – nowy uczeń w szkole, niezbyt inteligentny za to znacznie silniejszy od reszty dzieci. Nie pojawia się w "Moherowych snach".
- Eretmochelys imbricata – żółw Brutusa - pod twardą skorupą skrywa zbolałą duszę ociężałego zwierzęcia.
- Arkonowie – przybysze z kosmosu, starają się pokojowo współistnieć z mieszkańcami Mikropolis. Uważają choinki za najinteligentniejszą formę życia na Ziemi.

## Albumy
1. Przewodnik Turystyczny (2001 i 2008)
2. Moherowe Sny (2002 i 2009)

## Nagrody
- 2000 - Grand Prix Międzynarodowego Festiwalu Komiksu w Łodzi za Krzesło w piekle (nowelkę stanowiącą wstęp do albumu Moherowe Sny).
- 2003 - nominacja do nagrody programu Pegaz w kategorii „Sztuka” za Moherowe Sny.
- 2012 - wyróżnienie na  Międzynarodowym Festiwalu Komiksu i Gier w Łodzi za nowelkę Terra incognita.

## Mikrofilm
W 2002 roku telewizja Canal+ wyprodukowała film dokumentalny o twórcach komiksu Mikropolis pt. Mikrofilm. Film wyreżyserował Jordi Castillo Gonzalez. 